# Шнуров Сергій Володимирович
Сергій Володимирович Шнуров (рос. Сергей Владимирович Шнуров; нар. 13 квітня 1973, Ленінград, Російська РФСР) — російський музикант, актор, телеведучий, художник і композитор, лідер музичних гуртів «Ленінград» і «Рубль». Композитор фільмів Євгена Пригожина.

## Біографія
Народився 13 квітня 1973 року в Ленінграді. Закінчивши загальноосвітню школу, навчався в Ленінградському інженерно-будівельному інституті та Реставрацівному ліцеї, по закінченні якого отримав спеціальність реставратора виробів з дерева 4-го розряду. Після навчання в ліцеї вступив до Теологічного інституту на філософський факультет, де провчився три роки.
Працював вантажником, сторожем у дитячому садку, склярем, ковалем, столяром, дизайнером у рекламному агентстві, асистентом на зйомках відеокліпів, промоушн-директором на радіостанції «Модерн».
У 1991 році Шнуров став музикантом, ще з восьмого класу займаючись рок-музикою. Почав із проєкту «Алкорєпіца», це був перший російський хардкор-реп-проєкт. Потім був колектив електронної музики під назвою «Вухо Ван Гога».
9 січня 1997 року з'явився гурт «Ленінград».
А 26 вересня 2008 року музикант створив гурт «Рубль».
Крім цього Сергій Шнуров випустив два сольні альбоми.
Шнуров також був ведучим телевізійних передач «Шнур навколо світу» (НТВ, 2006), «Ленінградський фронт» (П'ятий канал, 2005), «Окопне життя» (НТВ, 2008), «Історія російського шоу-бізнесу» (СТС, 2010) і «Культ туру»(Матч ТВ, 2015—2016). З вересня по листопад 2016 року вів ток-шоу «Про любов» на «Першому каналі» в парі з Софіко Шеварднадзе, восени 2017 року недовго вів на тому ж каналі проєкт «Головний котик країни». У 2018 році наставник 7 сезону російського музичного шоу «Голос».
Сергій Шнуров займається мистецтвом, є автором напряму «брендреалізм». За його зізнанням, музикант тільки придумує концепції творів, виконують їх сторонні автори.
Багаторазово знімався в кіно.
Сергій Шнуров пише музику до кінофільмів, складає пісні.
Також популярність у кіно принесла йому музика до кінофільмів «Бумер» і «Бумер. Фільм другий».
У 2003 році гурт «Ленінград» записав альбом Huinya спільно з відомим музичним тріо з Лондона The Tiger Lillies.
У 2007 та 2017 роках Шнуров грав головну роль в опері «Бенвенуто Челліні» в Маріїнському театрі в постановці Василя Бархатова.
Музикант також займається озвучуванням аудіокниг, героїв мультфільмів і фільмів і ін.
Багаторазово був номінований на премію «ТОП 50. Найзнаменитіші люди Петербурга» і в 2009 році взяв премію, як найвідоміший петербуржець у номінації «Музика».
У 2016 році став людиною і музикантом року за версією журналу GQ.
У 2017 році сказав журналісту Юрію Дудю, що вставив зуби за $250 000.
У березні 2019 року в своєму Інстаграмі він опублікував вірш, у якому оголосив про те, що майбутній тур гурту «Ленінград» буде останнім.
З лютого 2019 року — член Громадської ради при комітеті Державної думи Федеральних зборів Російської Федерації по культурі.

## Документальні фільми
- 2006 — «Він матюкається» (реж. Тофік Шахвердієв)
- 2009 — «Ленінград. Чоловік, який співає» (реж. Пітер Ріпл)
- 2013 — «Хуй-хуй» (реж. Наталя Мещанінова)
- 2017 — «У Пітері — співати» (реж. Драган Куюнджич)
- 2018 — «Експонат» (реж. Костянтин Смігла)

## Цікаві факти
- «Миротворець» вніс Сергія Шнурова в розділ «Чистилище» через перетин кордону окупованого РФ Криму в 2016 році[4].